# 빈 숲 속의 이야기 (왈츠)
《빈 숲 속의 이야기》(독일어: "Geschichten aus dem Wienerwald", 때때로 "G'schichten aus dem Wienerwald")는 요한 슈트라우스 2세의 왈츠이다.
1868년 작곡한 이 작품은 Op. 325는 요한 슈트라우스 2세의 6개의 비엔나 왈츠 중 하나로 치터를 위한 비르투오소 파트가 특징이다. 슈트라우스 춤의 제목은 비너발트의 주민들의 민속 음악을 연상시킨다.
왈츠의 도입부는 그가 왈츠를 위해 쓴 것 중 가장 긴 것 중 하나로, 악보에서 119마디이다. C장조 로 시작하여 F장조와 얽혀서 볼륨과 분위기가 우세해지고 페르마타로 끝난다. 두 번째 부분은 연속적인 왈츠 섹션에서 다시 나타나는 자료를 포함하는 솔로 바이올린 과 함께 G 장조의 키이다. 새소리를 연상시키는 짧은 플루트 카덴자 가 들어오고 모데라토 로 표시된 치터 솔로로 이동한다. 치터 부분은 자체적으로 두 개의 하위 섹션을 포함한다. 느린 랜틀러 템포와 더 활기찬 상대, vivace 의 방향(빠르게). 치터를 사용할 수 없으면 현악 4중주가 대신 치터 테마를 연주한다. 큰 오케스트라 코드는 F 장조의 친숙한 왈츠 테마로 왈츠를 다시 가져온다.
왈츠 섹션 2A와 2B는 B 플랫 장조 인 반면 왈츠 3A는 E 플랫 장조이며 왈츠 3B에서는 B 플랫의 빠른 섹션이다. 전체 왈츠 섹션 4도 B 플랫이고 왈츠 섹션 5는 완전히 E 플랫이다. Waltz 5B는 심벌즈 가 있는 관례적인 클라이맥스를 포함하며 크게 연주된다. 짧고 긴 코다 후에 왈츠 1A와 2B가 다시 등장한다. 왈츠가 막바지에 다다르자 치터 솔로가 다시 등장하여 도입부의 초기 멜로디를 되풀이한다. 마지막 마디의 크레센도는 금관 악기 연주와 스네어 드럼롤로 끝난다.